# Bent Sørensen (billedhugger)
 Der er flere personer med dette navn, se Bent Sørensen.
Bent Aaris Sørensen (født 1. august 1923 i Maribo, død 2008) var en dansk billedhugger.